# Juncus bufonius
Espèce
Classification APG III (2009)
Statut de conservation UICN

 LC  : Préoccupation mineure
Le Jonc des crapauds (Juncus bufonius) est une espèce de plantes de la famille des Juncaceae. Il est parfois appelé le Jonc crapaudine ou l’Herbe à crapauds.
Elle est pionnière des sols humides légèrement tassés.

## Noms vernaculaires
- Français : Jonc des crapauds
- Néerlandais : Greppelrus
- Allemand : Kröten-Binse